# 赫斯山脈
72°0′S 62°30′W / 72.000°S 62.500°W
赫斯山脈（英語：Hess Mountains），是南極洲的山脈，位於帕爾默地，北面是格里寧冰川，東面是迪茲海崖，海拔高度約1,500米，在1940年由美國研究隊發現，美國地質調查局根據測量和該國海軍的空中照片繪入地圖，以普林斯頓大學的地質學教授命名，現時由南極條約體系管理。